# مجدی عبدالغنی
مجدی عبدالغنی (انگلیسی: Magdi Abdelghani؛ زادهٔ ۲۷ ژوئیهٔ ۱۹۵۹) یک بازیکن فوتبال اهل مصر است.

## باشگاهی
از باشگاه‌هایی که در آن بازی کرده‌است می‌توان به باشگاه ورزشی الاهلی مصر، بیرامار، و باشگاه فوتبال المصری اشاره کرد.

## تیم ملی
وی عضو تیم ملی فوتبال مصر در جام جهانی فوتبال ۱۹۹۰ بوده است.